# Bilhó
Bilhó es una freguesia portuguesa del concelho de Mondim de Basto, con 28,12 km² de superficie y 763 habitantes (2001). Su densidad de población es de 27,1 hab/km².